# Auguste Durand-Rosé
Pour les articles homonymes, voir Auguste Durand (homonymie), Durand et Rosé.
Auguste Durand-Rosé est un artiste peintre né le 22 février 1887 à Marseille et mort le 30 décembre 1962 dans le 14e arrondissement de Paris.

## Biographie
Fils d'un employé de chemin de fer marseillais, Auguste Durand-Rosé qui, « dès son enfance, manifeste un goût prononcé pour la peinture », a pour premier emploi, et ce pour satisfaire la volonté parentale, un poste d'employé de nuit à la compagnie du P.L.M.,  ce qui lui permet de consacrer ses journées à dessiner et à peindre.
« À force de volonté », Auguste Durand-Rosé est à l'âge de trente ans professeur aux beaux-arts de Marseille. Installé ensuite au 5, rue Raymond-Losserand à Paris où il expose dès 1922 au Salon d'automne et y présente la toile Bacchanale, il prend part en 1928 et 1929 au Salon des indépendants.

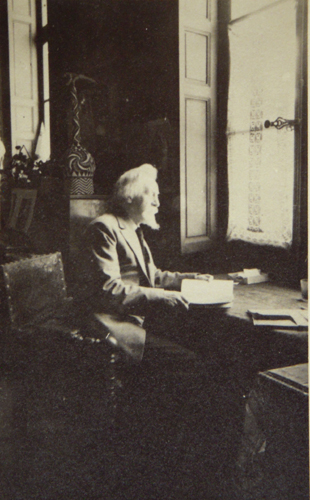
Émile Bernard

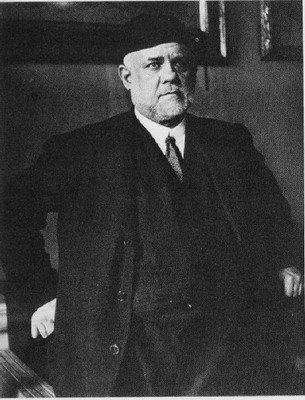
Ambroise Vollard

Il est reconnu comme un « maître du clair-obscur dans la tradition du Caravage, influencé également par Rembrandt ». Ainsi, la correspondance datée des années 1932-1933 que lui adresse le peintre Émile Bernard, (dont il a été répertorié un portrait d'Auguste Durand-Rosé peint en 1923) énonce une étroite amitié assortie d'une haute admiration: « Comme je voudrais aller chez vous dimanche pour voir ce que votre génie vous a de nouveau inspiré... » écrit Émile Bernard. Auguste Durand-Rosé est également l'ami d'André Derain, Maurice Utrillo, Maurice de Vlaminck, Othon Friesz, Moïse Kisling et Albert Marquet.
Après le décès d'Ambroise Vollard (1866-1939) qui présentait des tableaux d'Auguste Durand-Rosé dans sa galerie et qui venait de le prendre en contrat quand la mort l'a surpris, Auguste Durand-Rosé se retire à Charols dans la Drôme : « il aimait y vivre en sage, dans l'univers paisible qu'il s'était créé. Il y a travaillé dans le calme, avec la fougue de son tempérament et dans la plénitude d'un style rarement atteint ».
Des œuvres d'Auguste Durand-Rosé ont été présentées dans des expositions à Amsterdam, Bruxelles, Vienne, Prague, Varsovie, New York, Philadelphie et Montréal,. 

## Expositions

### Expositions personnelles
- Galerie Charpentier, Paris, expositions non datées.
- Galerie Carmine, Paris, 1927.
- Galerie Drouant, Paris, novembre-décembre 1945[10].
- La Jansonne, Raphèle-lès-Arles, mars-mai 1959[11].
- Rétrospective Auguste Durand-Rosé - cent œuvres, soixante ans de peinture, La Jansonne, Raphèle-lès-Arles, mars-mai 1964[8].
- Guy Loudmer, commissaire-priseur à Paris, Vente de l'atelier Auguste Durand-Rosé, Hôtel Drouot, Paris, 1995.

### Expositions collectives
- Salon d'automne, Paris, à partir de 1922.
- Salon des Tuileries et Salon des indépendants, Paris, 1928-1929.
- Exposition universelle de 1937, Paris.
- Fondation Carnegie, Pittsburgh, participation non datée[9].
- Bimillénaire de Paris - Comité Montparnasse - Exposition de peintres et sculpteurs de l'École de Paris, La Coupole, juin-juillet 1951[3].
- Salon de peinture de la ville de Montélimar, Auguste Durand-Rosé invité d'honneur, 1964.
- School of Paris - Le Ba Dang, René Margotton, Auguste Durand-Rosé and others, Newman Galleries, Philadelphie, juillet 1995.

## Réception critique
- « Il a du moins, dans la cohue, ce style, le mérite d'exister, truculent, capiteux, corsé, généreux, musclé, nerveux, puissamment charpenté, visant haut et loin pour émouvoir, à propos des plus humbles choses aussi bien que des plus mystérieusement sacrées, les sens d'abord, puis l'esprit et le cœur : un style d'homme. » - Maximilien Gauthier[12]
- « La part austère du paysage provençal, dans une pâte lourde aux dominantes ocres. » - Gérald Schurr[13]
- « Sa peinture est fondée sur la vieille tradition de l'enluminure. » - Dictionnaire Bénézit[9]
- « Il a touché tous les sujets. Paysagiste, peintre de marines, de natures mortes et de nus, mais aussi de corridas et de manades. Il pratique le clair-obscur qui transfigure l'œuvre et lui confère relief et mystère. » - Jean-Pierre Delarge[14]

## Prix et distinctions
- Médaille d'or, Exposition universelle de 1937, Paris[5]
- Prix de la Triennale de la Jansonne, mars 1958[2].

## Collections publiques
- Musée d'art moderne de la ville de Paris.
- Musée des beaux-arts de Marseille.
- Musée Cantini, Marseille.
- Musée Baron-Martin, Gray (Haute-Saône), Paysage du Vercors, peinture.
- Centre national des arts plastiques, dont dépôts:
  - Institut national du sport et de l'éducation physique, Paris, Paysage de neige dans le Vercors, peinture.
  - Mairie d'Erquy, Entrée de port par gros temps, peinture.
  - Mairie de Vingrau, Le Vercors, dessin.
  - Mairie de Champigny (Yonne), Nature morte aux poissons, peinture.
  - Mairie de Crest (Drôme), Nu, dessin.